# Гуренкур
Гуренкур (фр. Gouraincourt) је насељено место у Француској у региону Лорена, у департману Меза.
По подацима из 2011. године у општини је живело 49 становника, а густина насељености је износила 8,58 становника/km².

## Демографија
| 1962. | 1968. | 1975. | 1982. | 1990. | 2011. |
| ----- | ----- | ----- | ----- | ----- | ----- |
| 76    | 64    | 46    | 40    | 40    | 49    |